# Округ Даглас (Висконсин)
Округ Даглас (енгл. Douglas County) је округ у америчкој савезној држави Висконсин.

## Демографија
По попису из 2010. године број становника је 44.159, што је 872 (2,0%) становника више него 2000. године.
| Група             | 2000.          | 2010.          |
| Белци             | 41.081 (94,9%) | 40.854 (92,5%) |
| Афроамериканци    | 246 (0,6%)     | 486 (1,1%)     |
| Азијати           | 273 (0,6%)     | 376 (0,9%)     |
| Хиспаноамериканци | 315 (0,7%)     | 494 (1,1%)     |
| Укупно            | 43.287         | 44.159         |